# Soie de maïs

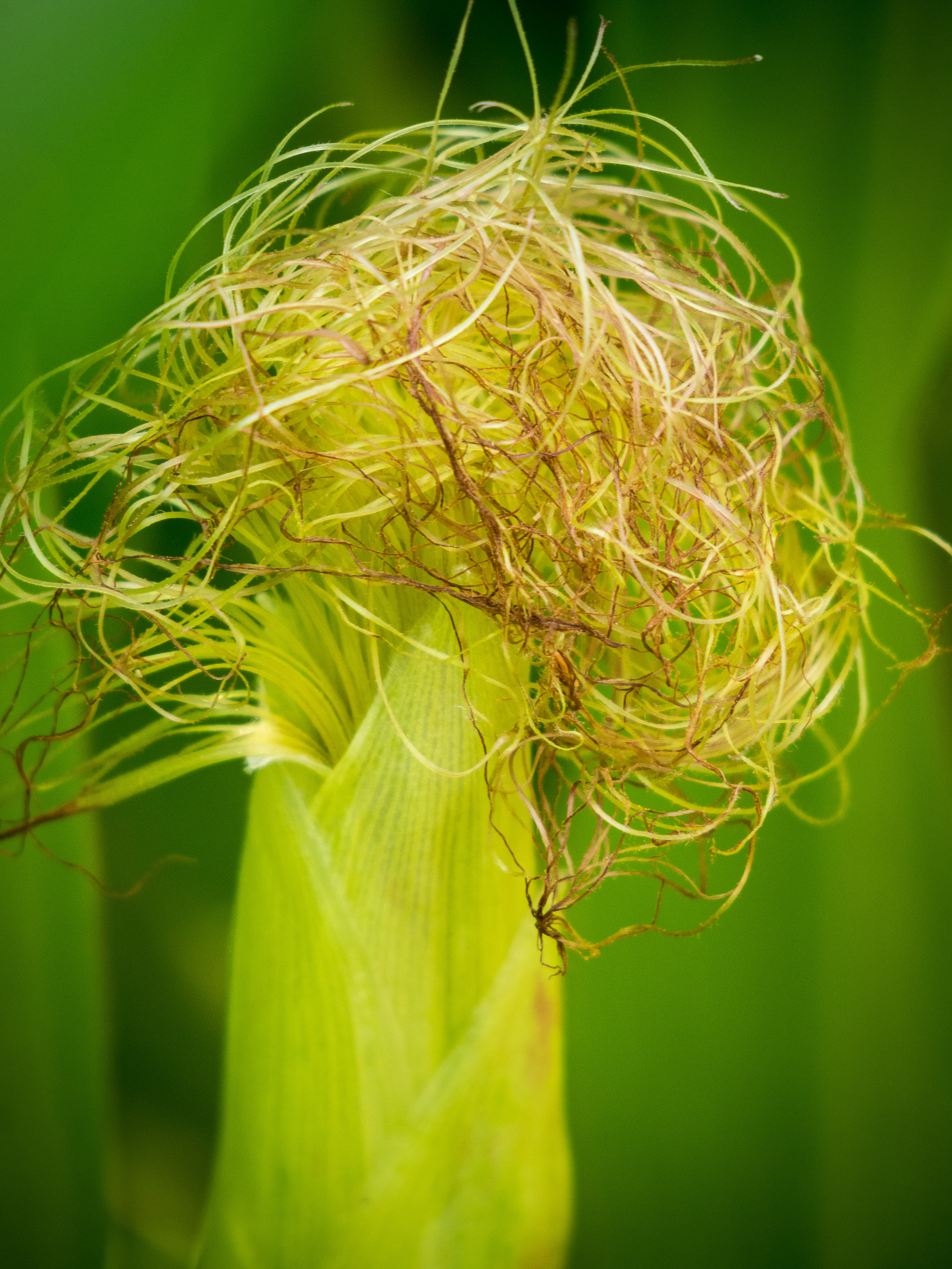
Soies de maïs émergeant d'un épi en début de floraison.

Les soies de maïs, appelées aussi « cheveux de maïs » ou « barbes de maïs »,  sont des filaments très fins, qui se développent dans les épis de maïs. Au stade de la floraison femelle de la plante, elles forment une touffe de fibres soyeuses qui dépasse de la pointe de l'épi en émergeant de l'enveloppe de spathes qui entourent et protègent ce dernier.
Chacun de ces filaments est un style, démesurément allongé, qui est relié à une fleur de l'épi, réduite à son ovaire.
Leur fonction est de capter les grains de pollen grâce au stigmate qui constitue la partie terminale des filaments.
Les soies de maïs, riches en vitamine K3, sont utilisées traditionnellement en herboristerie pour leurs propriétés cholagogues, diurétiques et antihémorragiques.

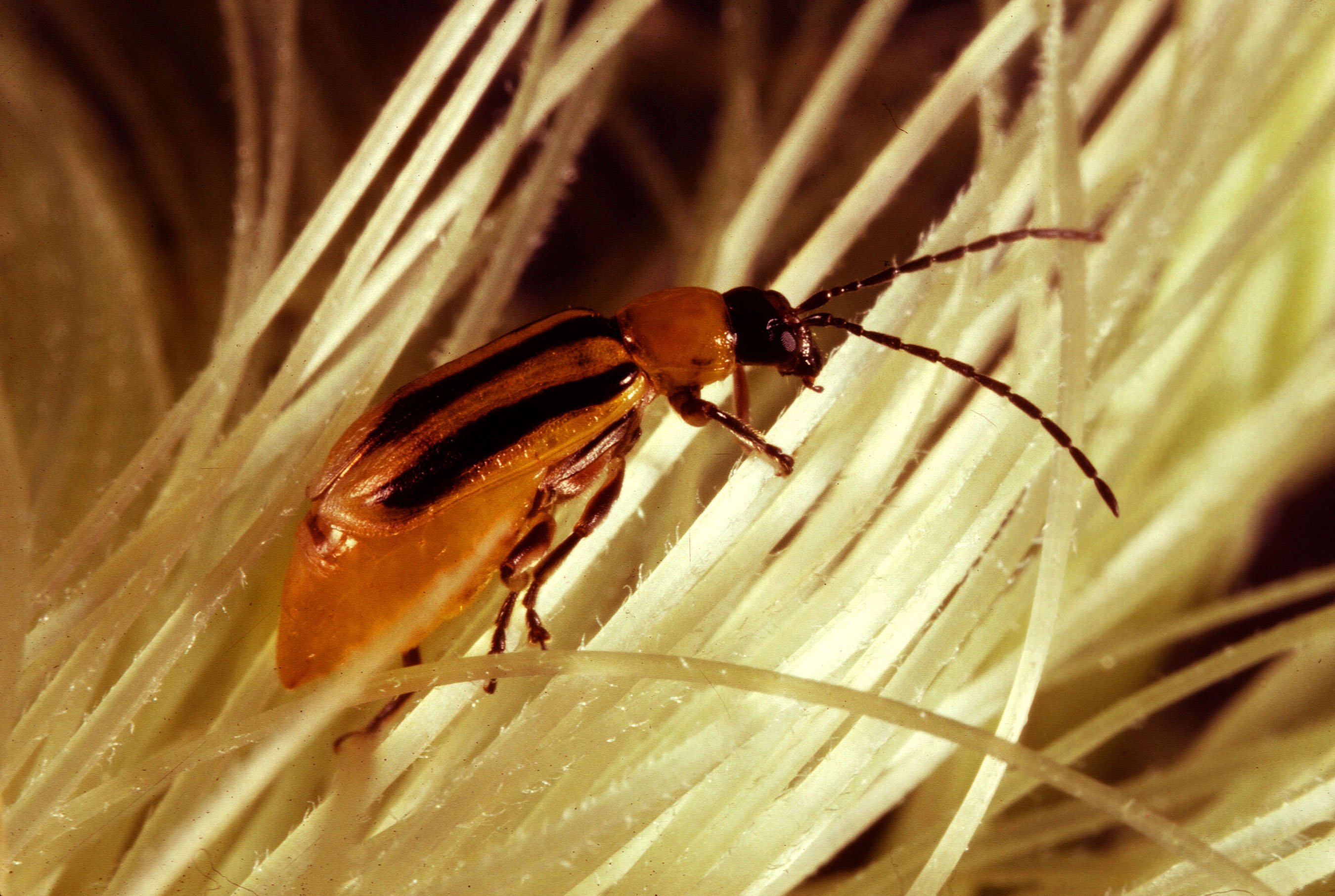
Chrysomèle des racines du maïs adulte sur des soies de maïs.

La chrysomèle des racines du maïs (Diabrotica virgifera virgifera) au stade adulte se nourrit entre autres de grains de pollen qu'elle trouve sur les soies du maïs et peut causer des dégâts en coupant les soies. En effet cela peut empêcher la pollinisation et nuire à la formation des grains. 